# Transbordeur (agriculture)
Pour les articles homonymes, voir Transbordeur.

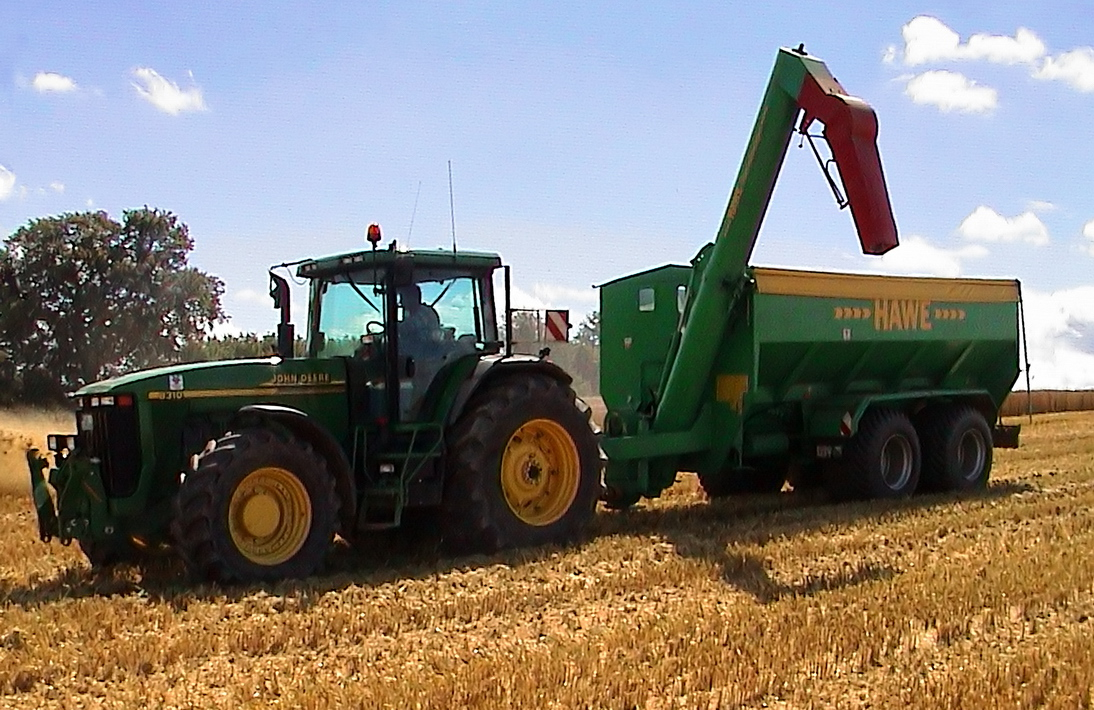
Transbordeur avec convoyeur à vis et goulotte de déchargement.

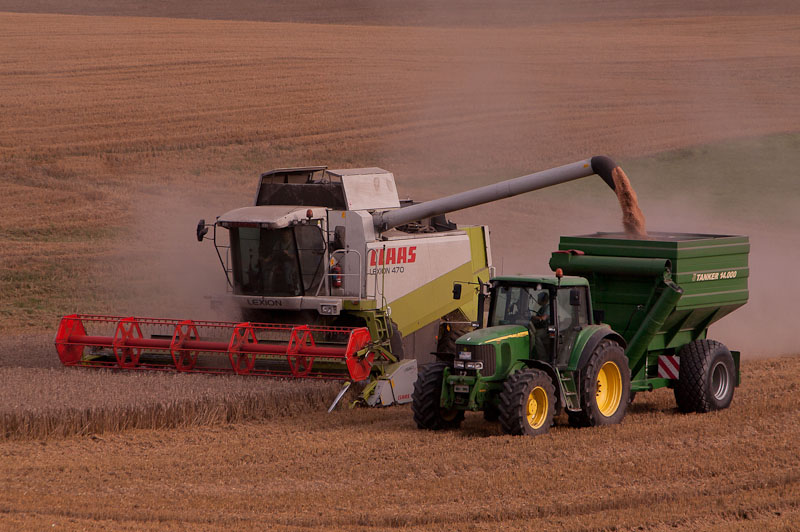
Moissonneuse-batteuse au travail vidant simultanément sa trémie dans un transbordeur.

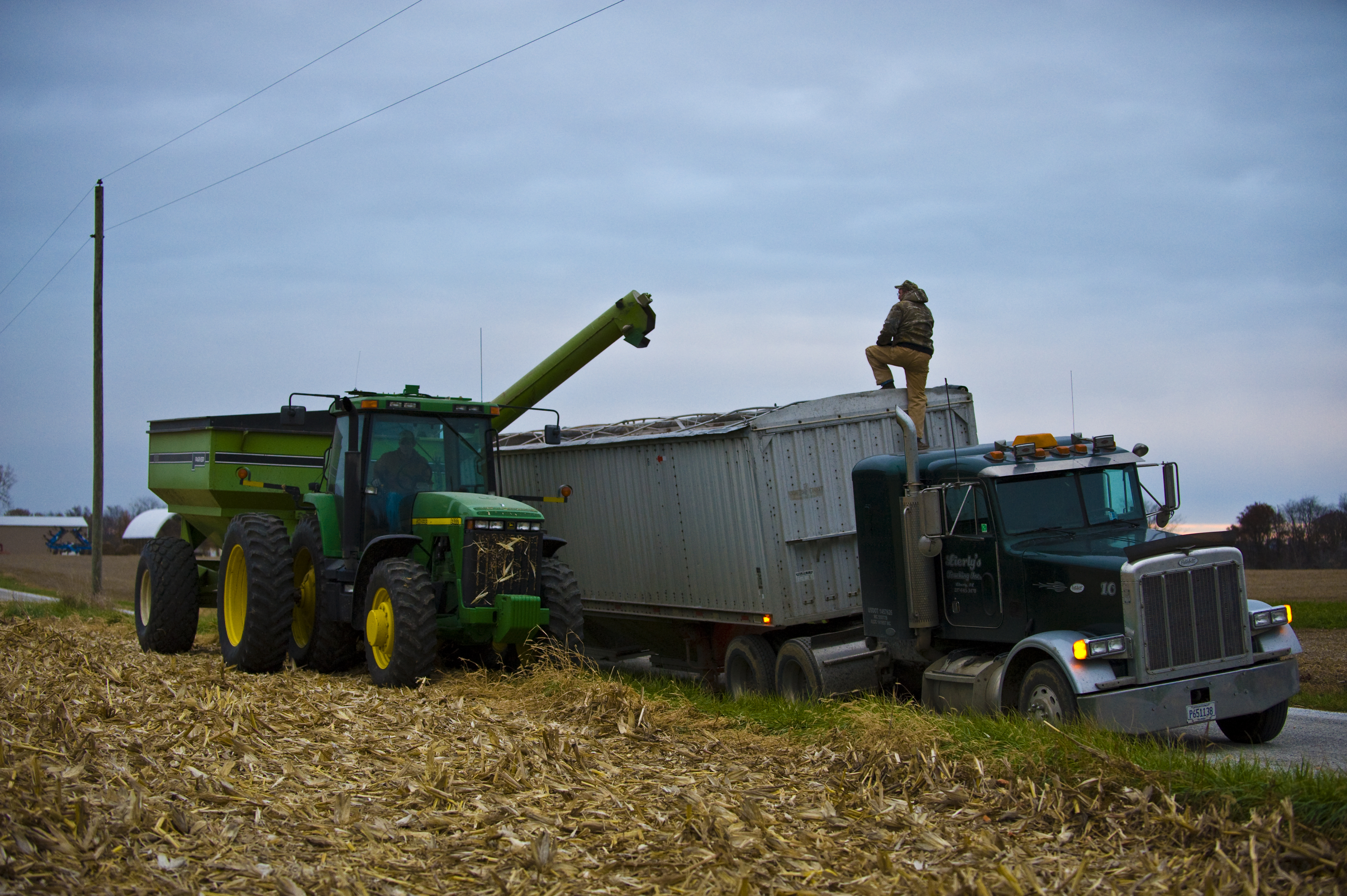
Transfert de la récolte vers un semi-remorque en attente au bord du champ.

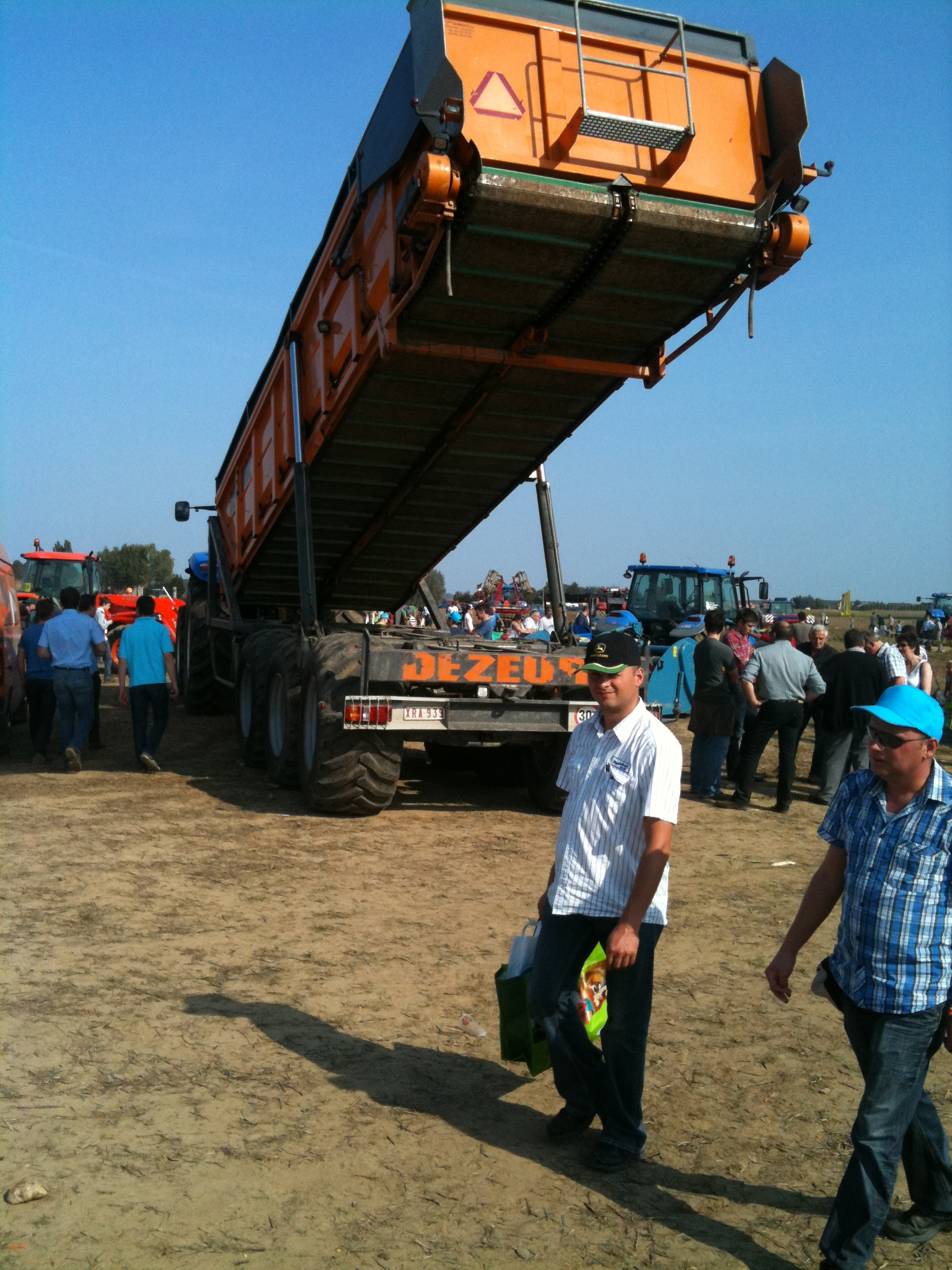
Transbordeur pour récoltes humides telles que l'ensilage de maïs.

Un transbordeur est une remorque de transport agricole avec des dispositifs spéciaux pour transférer très rapidement du champ des produits de récolte pondéreux vers des véhicules routiers ou inversement amener des produits tels qu'engrais ou semences vers des épandeurs ou semoirs au champ. Il contribue à l'augmentation des débits de chantiers des grandes exploitations.

## Technologie
Le transbordeur est tracté par un tracteur. Le déchargement est réalisé le plus souvent à l'aide d'un convoyeurs à vis prolongé d'une goulotte, système comparable à la vis de vidange d'une moissonneuse-batteuse. Un autre système consiste à soulever la caisse du transbordeur et à la vider à l'aide d'un fond mouvant. Les manipulations dépendent du système hydraulique du tracteur.
Il est de préférence muni de pneus larges.

## Mise en œuvre
Étant donné l'important débit des moissonneuses-batteuses, les récoltes sont souvent transportées par camion. Cependant, afin d'éviter les difficutés des camions routiers au champ, notamment sur pente ou terrain humide, la récolte est acheminée de la moissonneuse vers le camion en attente au bord du champ, à l'aide du transbordeur, à l'initiative du conducteur de la moissonneuse. Dans tous les cas, un tracteur puissant est nécessaire. En règle générale, la vidange de la trémie de la moissonneuse s'effectue à la volée, c'est-à-dire que la moissonneuse continue à récolter tout en vidant la trémie dans le transbordeur qui suit. Lors de la récolte des céréales, un transbordeur dessert jusqu'à trois moissonneuses-batteuses. Il est surtout intéressant pour les champs de grande longueur. Sur des surfaces plus petites, l'avantage du transbordeur est faible, car la part des travaux de manœuvre est très importante.
Il peut être utilisé comme installation de stockage provisoire jusqu'à l'arrivée du prochain véhicule de transport ; cependant, dans ce cas, les très grands conteneurs sur roues (dits mother bins, déplaçables seulement à vide) sont plus intéressants mais réservés aux très grandes exploitations ; ils peuvent aussi être approvisionnés par des transbordeurs.
Des transbordeurs spécialement équipés sont également utilisés pour les récoltes humides telles que l'ensilage de maïs. L'objectif principal ici est d'éviter la compaction du sol.
Le transbordeur peut être également utilisé pour approvisionner les semoirs et les épandeurs d'engrais ou d'amendements
Le transbordeur permet d'optimiser le transport routier qui est coûteux.